# Jean-Pierre Aloïsi
Jean-Pierre Aloïsi (auch: Pierre Aloysi) (* 15. September 1913 in Bastia; † 10. Mai 1971 in Aups) war ein französischer römisch-katholischer Geistlicher, Widerstandskämpfer und Verfolgter des Nationalsozialismus.

## Leben

### Priester und Soldat
Jean-Pierre André Marie Joseph Aloïsi, Sohn eines Unteroffiziers, wuchs in Bastia auf und besuchte das Kleine Seminar in Ajaccio. Aufgrund einer Überreaktion des Schulleiters wurde er wegen einer Lappalie aus der Schule verwiesen, konnte aber, nach Übersiedlung der Familie von Korsika nach Toulon, mit Empfehlung des Bischofs von Ajaccio ab 1929 das Kleine Seminar in Hyères besuchen, anschließend das Priesterseminar des Bistums Fréjus-Toulon in Solliès-Ville. Dort wurde er am 1. Mai 1939 zum Priester geweiht. Während des Kriegsdienstes wurde er im Mai 1940 schwer verwundet und verbrachte die Zeit von Juli 1940 bis November 1941 im Sanatorium in Passy, unweit des Mont Blanc.

### Résistant, KZ-Häftling und Pfarrer
Am 1. Oktober 1942 trat er eine Kaplansstelle in Bargemon an. Ab Mai 1943 schloss er sich dort einer Résistance-Gruppe an, die unter der Führung seines Jugendfreundes Ludovic Altieri (1912–1996) stand. Damit gehörte er zu den nur zehn Priestern des Bistums, die sich frühzeitig von der Pétain-Regierung abwandten. Seine Aufgabe bestand darin, nächtlich an Fallschirmen abgeworfene Waffen einzusammeln, in Kirche und Pfarrhaus zu verstecken und später an Kampfgruppen zu verteilen. Am 24. April 1944 wurde er nach der Messe von der Gestapo festgenommen. Da er von seiner Denunziation erfahren hatte, erwartete er die Festnahme in Uniform. Nach mehreren Monaten Haft in Draguignan wurde Aloïsi am 10. August 1944 nach Marseille gebracht und von dort über Compiègne in das KZ Neuengamme deportiert, wo er die Matrikelnummer 136788 trug. Von Neuengamme wurde er in das KZ Dachau überstellt, wo er am 29. April 1945 von der amerikanischen Armee mit nur mehr 35 kg Körpergewicht lebend befreit werden konnte. Aloïsi kehrte in die Pfarrei Bargemon zurück, war von 1951 bis 1960 Pfarrer in Carnoules und von 1960 bis zu seinem Ableben (mit 57 Jahren) Pfarrer in Aups.

### Ehrungen
Aloïsi war ab 1947 Ritter, ab 1951 Offizier und ab 1960 Kommandeur der Ehrenlegion. In Aups ist die Rue Jean Pierre Aloisi nach ihm benannt.